# Acrotaeniostola dissimilis
Acrotaeniostola dissimilis es una especie de insecto del género Acrotaeniostola de la familia Tephritidae del orden Diptera.

## Historia
Zia la describió científicamente por primera vez en el año 1937.